# Ivanivci (okres Mukačevo)
Ivanivci, česky také Ivanovce (ukrajinsky Іванівці, maďarsky Iványi) jsou obec v okrese Mukačevo, v Zakarpatské oblasti Ukrajiny.Nachází se na řece Rika na úpatí Karpat. V roce 2001 zde žilo 1 222 obyvatel.

## Místní části
| Přepis do latinky | Název místní části v cyrilici |
| Brod              | Брод                          |
| Mali Ivanivci     | Малі Іванівці                 |
| Kulinkoc          | Кулінкоц                      |

## Ivanovecká venkovská komunita (hromada)
V obci je administrativní centrum ivanovecké venkovské komunity (ukrajinsky aдміністративний центр Івановецької сільської громади), do které patří Ivanivci a tyto další obce a jejich části:
| Přepis do latinky | Název obce v cyrilici |
| Bobovyšče         | Бобовище              |
| Čerejivci         | Череївці              |
| Hrybivci          | Грибівці              |
| Ilkivci           | Ільківці              |
| Kljačanovo        | Клячаново             |
| Kopynivci         | Копинівці             |
| Lochovo           | Лохово                |
| Mykulivci         | Микулівці             |
| Rostovjatycja     | Ростов'ятиця          |
| Stare Davydkovo   | Старе Давидково       |
| Ščaslyve          | Щасливе               |
| Žukovo            | Жуково                |

## Historie
Místo je poprvé písemně zmíněno v roce 1400. Do uzavření Trianonské smlouvy byla obec součástí Uherska, poté pod názvem Ivanovce součástí Československa. Od roku 1945 byla součástí Ukrajinské sovětské socialistické republiky, která byla součástí SSSR. Od roku 1991 je obec součástí nezávislé Ukrajiny. Dne 12. června 2020 se obec spolu s 12 okolními vesnicemi stala centrem nově založené venkovské komunity.